# Antonio Giuliano (storico romano)
Antonio Giuliano (?, ... – ?, ...) è stato uno storico romano dell'età ellenistica.

## Biografia
Poco si sa sul conto dello storico Antonio Giuliano: viene citato da Minucio Felice come storico romano conoscitore della cultura ebraica. Pertanto, anche a causa del suo citato collegamento con la cultura ebraica, alcuni studiosi ipotizzano che questi corrisponda all'omonimo procuratore della Giudea citato dallo storico Flavio Giuseppe: tuttavia, questa corrispondenza è da considerare solo un'ipotesi non verificata.
La sua opera storica doveva essere ben nota al suo tempo, ma di questa nulla ci è pervenuto.